# Gowrie (Ghana)
Gowrie is een dorp in het Bongo district, in Ghana. Het ligt ongeveer 6 kilometer ten noorden van de stad Bolgatanga, provinciehoofdstad van de Upper East Region in het noordwesten van Ghana, en 10 kilometer ten zuidwesten van Bongo.
Gowrie is een plattelandsdorp in de regio Gurenseland. Het kent niet echt een centrum maar bestaat uit clusters van huizen, van met name boeren. Het dorpsgebied ligt aan een stuwmeer. Via de Veadam wordt het meer gebruikt voor de opwekking van elektriciteit, de watervoorziening van de talrijke akkerlanden in het dorp en ook voor de regio (waar vooral rijst en tomaten worden gekweekt) en voor de visserij.
In het dorp bevinden zich onder meer een kapel, een bibliotheek en de Gowrie Senior High/Technical School.